# Ночные сады
«Ночные сады» (англ. Gardens of the Night) — фильм совместного производства США и Великобритании, вышедший на экраны в 2008 году. В нём затрагиваются такие темы, как похищение человека, детская проституция и педофилия.

## Сюжет
Восьмилетнюю девочку Лесли обманом похищают двое мужчин — Фрэнк и Алекс. Они внушают ребёнку, что она более не нужна своим родителям, что те её не любят и не любили никогда. Разными ухищрениями мужчины заставляют Лесли поверить в это. Фрэнк и Алекс принуждают её, и мальчика Донни, которого они тоже похитили, заниматься детской проституцией. Среди их клиентов встречаются самые разные люди: от бандитов до судей. Чтобы уйти от проблем реальной жизни, дети придумывают себе воображаемый мир, основанный на «Книге джунглей» Редьярда Киплинга…
По прошествии десяти лет Лесли и Донни живут вместе, как брат и сестра. Лесли вынуждена зарабатывать на жизнь проституцией. Но она пытается вырваться из этой мрачной среды, которая её окружает. Девушка идёт в приют, где говорит, что её родители умерли десять лет назад. Но социальный сотрудник по поведению Лесли догадывается, что она стала жертвой похитителей. По базе данных он узнаёт её истинное имя и фамилию, и рассказывает девушке, что на самом деле родители очень долго искали её.
Лесли воссоединяется со своими родителями, но прошлое не оставляет её в покое. В конце концов, ночью она уходит из только что обретённого дома, и отправляется к Донни.

## В ролях
- Гиллиан Джейкобс — взрослая Лесли
- Райан Симпкинс — Лесли в детстве
- Джон Малкович — Майкл
- Эван Росс — взрослый Донни
- Жермен Скутер Смит — Донни в детстве
- Том Арнольд — Алекс
- Кевин Зегерс — Фрэнк
- Хэролд Перрино — Орландо
- Джереми Систо — Джимми
- Мишель Родригес — Люси
- Пета Уилсон — Сара
- Кайл Галлнер — Рэтбой
- Эван Питерс — Рэйчел/Брайн
- Шайло Фернандес — Купер